# Halo (Lied)
Halo ([ˈheɪ.loʊ] ⓘ) ist ein Song der US-amerikanischen R&B-Sängerin Beyoncé Knowles. Das Lied wurde von Knowles, Evan Bogart und Ryan Tedder für ihr drittes Studioalbum I Am … Sasha Fierce produziert. Halo wurde am 20. Januar 2009 als vierte Single des Albums I Am … Sasha Fierce in den USA und am 20. Februar 2009 als dritte Single in Europa veröffentlicht.
Halo ist eine R&B- und Popballade mit Einsatz von Klavier, Streicher, Synthesizer, Trommeln und Percussions. Der Song gewann sowohl die Kategorie Beste weibliche Gesangsdarbietung – Pop bei den Grammy Awards 2010 als auch die Kategorie Bester Song der MTV Europe Music Awards 2009. Knowles erreichte mit Halo die Spitze der Charts in Brasilien, Norwegen und der Slowakei und konnte unter anderem in Deutschland, der Schweiz, dem Vereinigten Königreich und den USA die Top Fünf der Single-Charts erreichen.

## Hintergrund

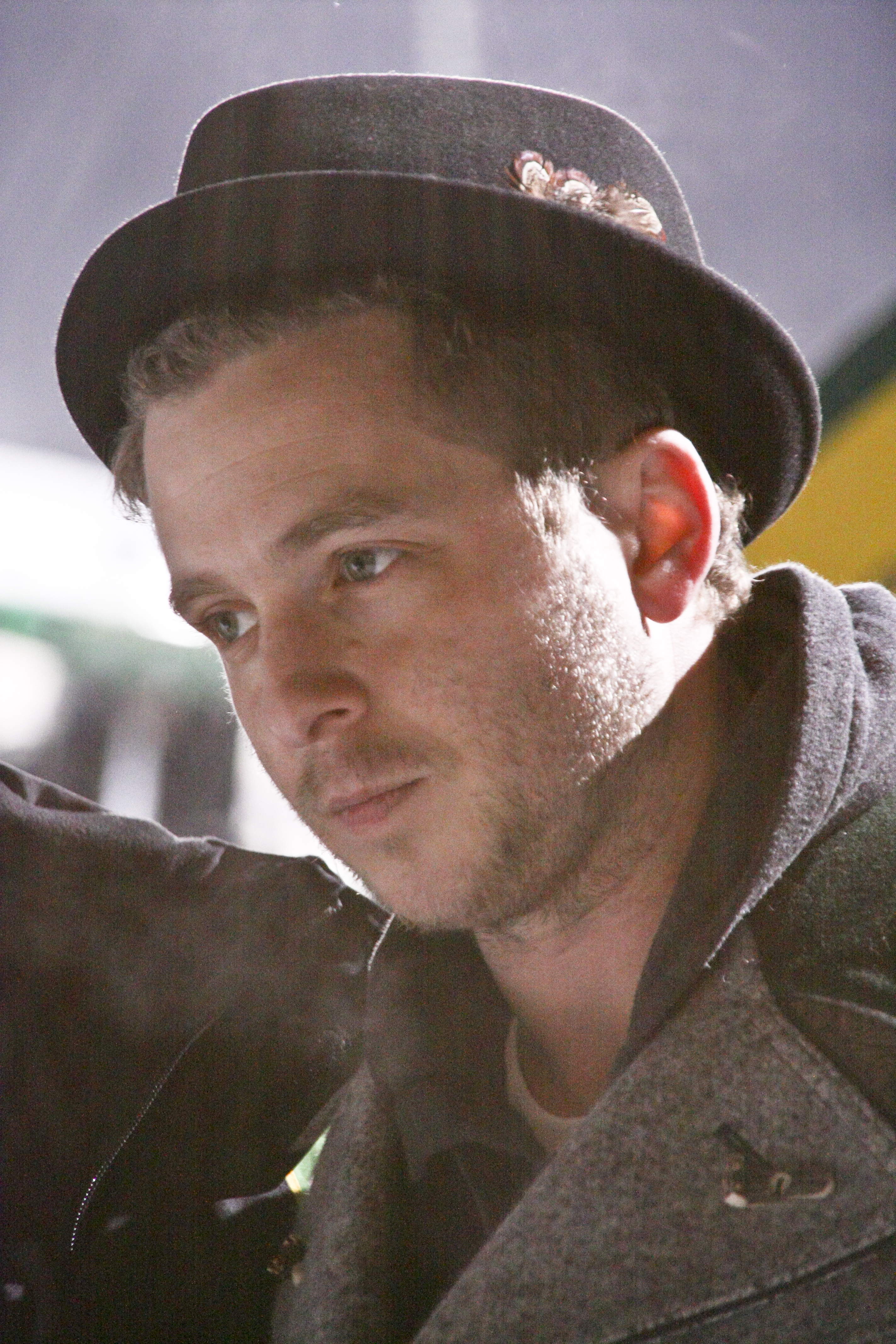
Knowles, Bogart und Tedder (im Bild) produzierten Halo in Tedders Musikstudio in Kalifornien

Halo wurde von Ryan Tedder, Sänger der Band One Republic, Knowles und Evan Bogart komponiert und geschrieben. Zu dem Arrangement kam es, da sich Tedder die Achillessehne riss und deshalb die geplante Tour von One Republic abgesagt werden musste. Zurück in Los Angeles traf er Bogart und sie schrieben den Song innerhalb von drei Stunden.
Laut Simon Cowell, Inhaber der Musik-Produktionsfirma Syco Entertainment, sollen Bogart und Tedder den Song für seine Mandantin, die Sängerin Leona Lewis, geschrieben haben, die ihn allerdings auf Grund ihres engen Terminplans nicht aufnehmen konnte. Tedder dementierte diese Aussage und erklärte, dass sie den Song nur versuchsweise anderen Künstlern angeboten hatten, da Knowles lange wartete, bis sie den Song aufnahm.
Halo ist auf der I Am... CD des Doppelalbums I Am... Sasha Fierce enthalten, da es eine Ballade ist, welche Knowles als Person „unter dem Make-up und abseits des Rampenlichtes“ zeigt.

## Musikalisches und Inhalt
Halo ist eine moderne Downtempo Pop- und R&B-Ballade mit Gospel und Soul Einflüssen. Der Song wurde in A-Dur geschrieben und hat ein Tempo von 84 Schlägen pro Minute. Er basiert auf der Akkordfolge A–Bm–F♯m–D und ist in der üblichen Strophe-Refrain Form geschrieben. Knowles Stimme reicht von C♯3 bis zur Falsettnote F♯5, beinhaltet Melismen und wird von Backgroundsängerinnen unterstützt.
Begleitet durch ein Klavier, Klatschen und Stampfen, welches eine besondere Atmosphäre schafft, eröffnet Knowles den Song mit den Zeilen “Remember those walls I built? Well, baby, they're tumbling down” (deutsch: „Erinnerst du dich an diese Mauern die ich errichtete? Naja, Baby, sie stürzen ein“). Sie singt die Einleitung in einem tiefen Register und die Kraft ihrer Stimme nimmt mit Fortlaufen des Songs zu. Den Refrain beginnt sie mit “Everywhere I’m looking now, I’m surrounded by your embrace, baby I can see your halo, you know you’re my saving grace, you’re everything I need and more, it’s written all over your face, baby, I can feel your halo, pray it won’t fade away” bevor sie mehrmals das Wort „Halo“ mit dem Chor wiederholt.

## Veröffentlichung
In den USA war es geplant, Halo zusammen mit Ego, einem weiteren Song von Knowles Album I Am... Sasha Fierce, gemeinsam zu veröffentlichen. Dies wurde bereits bei den Vorgängersingles ähnlich praktiziert, als If I Were a Boy und Single Ladies (Put a Ring on It) gemeinsam veröffentlicht wurden. Die Plattenfirma entschloss sich letztlich, Halo zusammen mit dem Song Diva am 20. Februar 2009 zu veröffentlichen. Die beiden Lieder stammen von den beiden unterschiedlichen CDs des Doppelalbums und sollen so Knowles verschiedene Persönlichkeiten aufzeigen, welches unter anderem zentrales Thema des Albums ist, bei dem sich die Balladen und die Up-tempo-Lieder auf 2 verschiedenen CDs befinden.
In Europa wurde Halo am 20. März 2009 als Stand-Alone Download veröffentlicht. Die Single-CD wurde am 3. April 2009 in Deutschland veröffentlicht. Der Song Diva erschien in Europa nicht als Single.

## Kritik
Halo wurde von den Kritikern überwiegend positiv bewertet. Michael Slezak von Entertainment Weekly beschrieb Halo als einen absolut prächtigen und perfekt produzierten Song, der das Potential hätte, so erfolgreich wie Crazy in Love oder Irreplaceable zu werden. Laut James Montgomery von MTV News zeigt Knowles, durch ihre tränenreiche Kraft in ihrer Stimme, Seiten, von denen man bisher nicht wusste. Ryan Dombel von Pitchfork Media verglich Knowles „schrille und ausgesetzte“ Stimme mit der von Céline Dion und meint, dass der Zuhörer beim Kampf Beyoncé vs. Sasha Fierce verliert. Trotz des von ihm so genannten „Wald- und Wiesen-Textes“ von Halo beschrieb James Reed von The Boston Globe den Song als „Knowles eindrucksvollste Power-Ballade“.
Kritisiert wurde vor allem die Gemeinsamkeiten zu Rihannas Song Umbrella. So stellte Alexis Petridis vom Guardian fest, dass Halo „die gleichen eisigen Synths, die gleiche rockige Dynamik und einen ähnlich wiederholenden Refrain besitzt“. Nick Levine von Digital Spy beschrieb Halo als eine „muskulöse Kombination“ aus Umbrella und Leona Lewis Bleeding Love.

## Rezeption
Halo war für die Best Single  der Urban Music Awards 2009 und als Best Love Song bei den Teen Choice Awards 2009 nominiert. Des Weiteren war er nominiert in der Kategorie Bester Song der MTV Europe Music Awards 2009 und gewann diese. Halo wurde in den Kategorien Record of the Year und Best Female Pop Vocal Performance der 52. Grammy-Verleihung nominiert und gewann letztgenannte. Die Live-Version von Halo, gesungen von Knowles in Las Vegas im Rahmen ihrer I Am… Tour, war für die Kategorie Best Female Pop Vocal Performance der 53. Grammy Awards nominiert, konnte diesen Preis jedoch nicht gewinnen.

## Kommerzieller Erfolg

### Chartplatzierungen

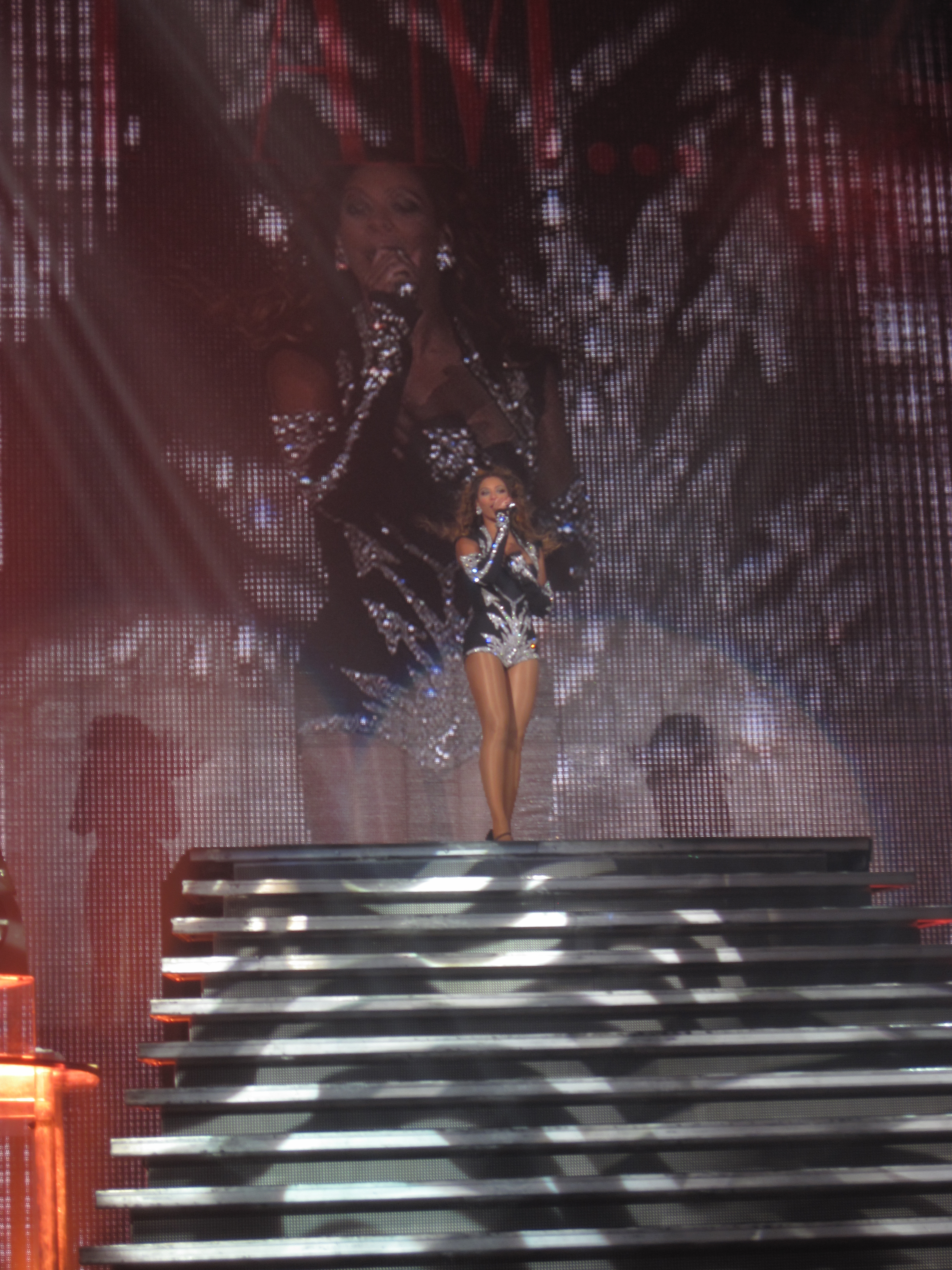
Knowles singt Halo in der O2 Arena in London

Halo stieg am 7. Februar 2009 auf Platz 93 der Billboard Hot 100 ein und konnte am 23. Mai 2009 Platz 5 und damit die höchste Platzierung für den Song erreichen. Knowles erreichte zwischen 2001 und 2010 mehr Top-10-Platzierungen in den Billboard Hot 100 als jede andere weibliche Künstlerin. Insgesamt hielt sich der Song 31 Wochen in den Charts.
Im Vereinigten Königreich konnte Halo bis auf Platz 4 vordringen, hielt sich insgesamt 47 Wochen in den Charts und wurde ebenfalls mit Platin ausgezeichnet. In Deutschland stieg der Song bis auf Platz 5, wo er sich 8 Wochen in den Top 10 und 46 Wochen in den Top 100 halten konnte. In Österreich erreichte der Song Platz 6, in der Schweiz kann Halo als beste Platzierung Platz 4 vorweisen.
| ChartsChartplatzierungen       | Höchstplatzierung | Wochen |
| ------------------------------ | ----------------- | ------ |
| Deutschland (GfK)              | 5 (46 Wo.)        | 46     |
| Österreich (Ö3)                | 6 (39 Wo.)        | 39     |
| Schweiz (IFPI)                 | 4 (48 Wo.)        | 48     |
| Vereinigte Staaten (Billboard) | 5 (31 Wo.)        | 31     |
| Vereinigtes Königreich (OCC)   | 4 (49 Wo.)        | 49     |

| ChartsJahrescharts (2009)      | Platzierung |
| ------------------------------ | ----------- |
| Deutschland (GfK)              | 18          |
| Österreich (Ö3)                | 35          |
| Schweiz (IFPI)                 | 18          |
| Vereinigte Staaten (Billboard) | 24          |
| Vereinigtes Königreich (OCC)   | 25          |

### Auszeichnungen für Musikverkäufe
| Land/Region                  | Auszeichnungen für Musikverkäufe (Land/Region, Auszeichnung, Verkäufe) | Verkäufe   |
| ---------------------------- | ---------------------------------------------------------------------- | ---------- |
| Australien (ARIA)            | 13× Platin                                                             | 910.000    |
| Brasilien (PMB)              | Diamant                                                                | 250.000    |
| Dänemark (IFPI)              | 2× Platin                                                              | 180.000    |
| Deutschland (BVMI)           | 3× Gold                                                                | 900.000    |
| Italien (FIMI)               | 3× Platin                                                              | 150.000    |
| Kanada (MC)                  | 9× Platin                                                              | 720.000    |
| Mexiko (AMPROFON)            | Gold                                                                   | 30.000     |
| Neuseeland (RMNZ)            | 6× Platin                                                              | 180.000    |
| Norwegen (IFPI)              | Gold                                                                   | 30.000     |
| Portugal (AFP)               | Platin                                                                 | 10.000     |
| Schweiz (IFPI)               | Platin                                                                 | 30.000     |
| Spanien (Promusicae)         | 2× Platin                                                              | 80.000     |
| Vereinigte Staaten (RIAA)    | Diamant+Platin · + Gold (Mastertone)                                   | 11.500.000 |
| Vereinigtes Königreich (BPI) | 4× Platin                                                              | 2.500.000  |
| Insgesamt                    | 4× Gold · 43× Platin · 2× Diamant ·                                    | 17.470.000 |

Hauptartikel: Beyoncé/Auszeichnungen für Musikverkäufe

## Coverversionen
Im Jahre 2012 brachte die belarussische Post-Hardcore/Metalcore-Band Dead Silence Hides My Cries eine Coverversion des Liedes heraus.
Außerdem haben verschiedene andere Künstler eine Coverversion des Liedes veröffentlicht. So publizierte 2014 Ane Brun in Zusammenarbeit mit Linnea Olsson ihre Version des Liedes.